# Cristóbal Lecumberri
Cristóbal Lecumberri y Gandarias (Leiza, 1819-San Sebastián, 1882) fue un arquitecto español.

## Biografía

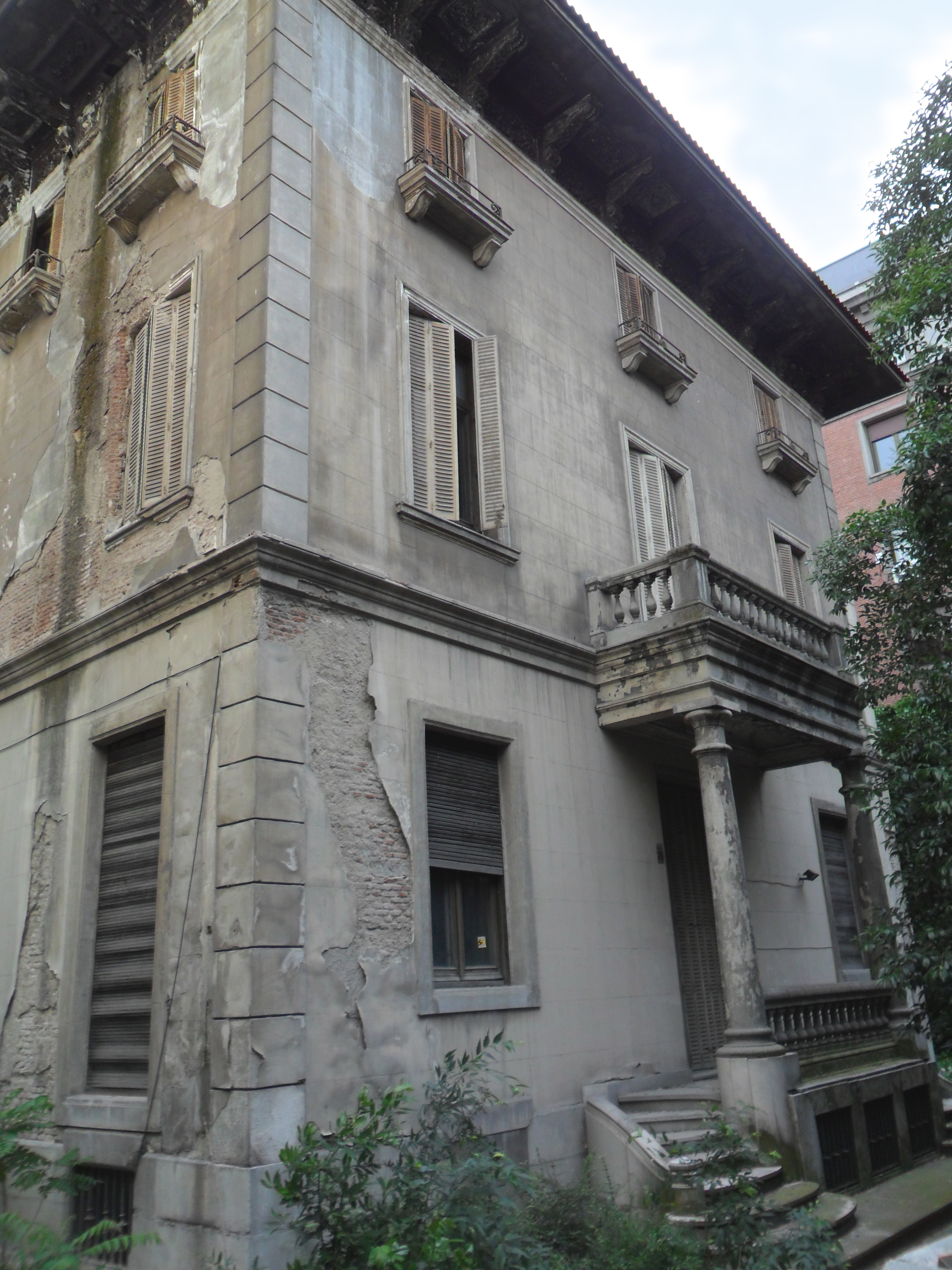
Palacete de la calle Villanueva (Madrid)

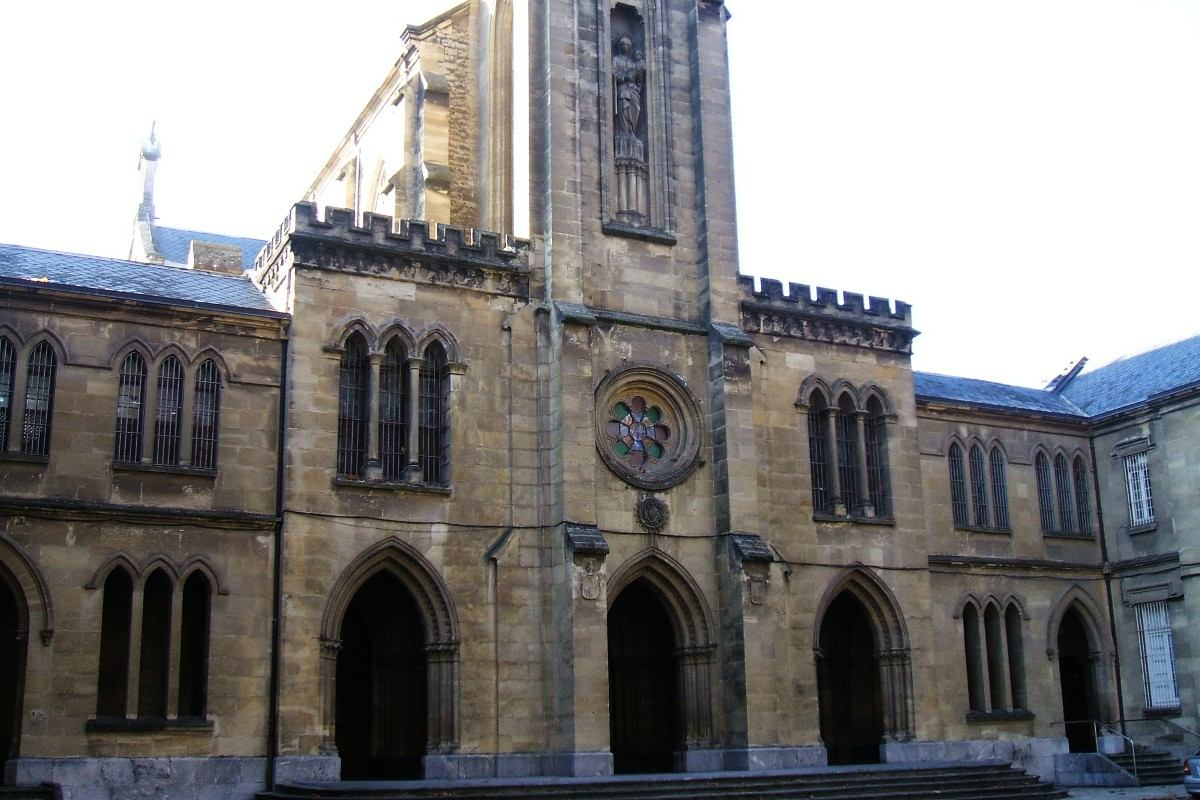
Iglesia del convento de las Salesas (Vitoria)

Nació en la localidad navarra de Leiza el 2 de agosto de 1819, hijo de Francisco Esteban Lecumberri y Egusquiza, médico de profesión, y Joaquina Gandarías y Alzate, siendo bautizado en la iglesia parroquial de San Miguel Arcángel.
Realizó sus primeros estudios en su localidad natal y más tarde residió en Hernani con sus padres. Finalizada la guerra carlista, marchó a Madrid, en cuya Escuela de Arquitectura obtuvo el título de arquitecto en 1852. El 23 de enero de 1868 contrajo matrimonio con María de la Concepción de Zea y Berminghan, que sin embargo fallecería, junto a su primogénito, el 8 de abril de 1869. Durante la tercera guerra carlista emigró a Francia, retornando tras el fin de aquella a San Sebastián. El 19 de febrero de 1879 sufrió un ataque de parálisis que le dejó seriamente afectado, falleciendo el 5 de abril de 1882 en San Sebastián.
Fue autor de proyectos para el establecimiento de baños de Carballo, de la casa de campo de Murua en Hernani, un proyecto no realizado para un manicomio modelo premiado por el Gobierno, un proyecto de iglesia de los Paules en la calle del Duque de Osuna,  un proyecto para el monasterio de monjas salesas de la Visitación en Vitoria y de un palacete en la calle Villanueva de Madrid.
También escribió un folleto sobre colonias agrícolas para la corrección de jóvenes vagos y delincuentes.